# Cuerpo de Policía Rural
El Cuerpo de Defensas Rurales o los Rurales (nombre popular), también conocidos como Guardia Rural, fue una fuerza montada mexicana que operó en todo el territorio nacional desde 1861 a 1914, y en algunos estados hasta 1947. Su misión era la defensa de zonas rurales en México, protegiendo diligencias y caravanas de ataques de bandoleros.
El Cuerpo participó en la Guerra de Reforma, la Revolución Mexicana, la Guerra Cristera y su heredero actual en la guerra contra el narcotráfico.

## Historia

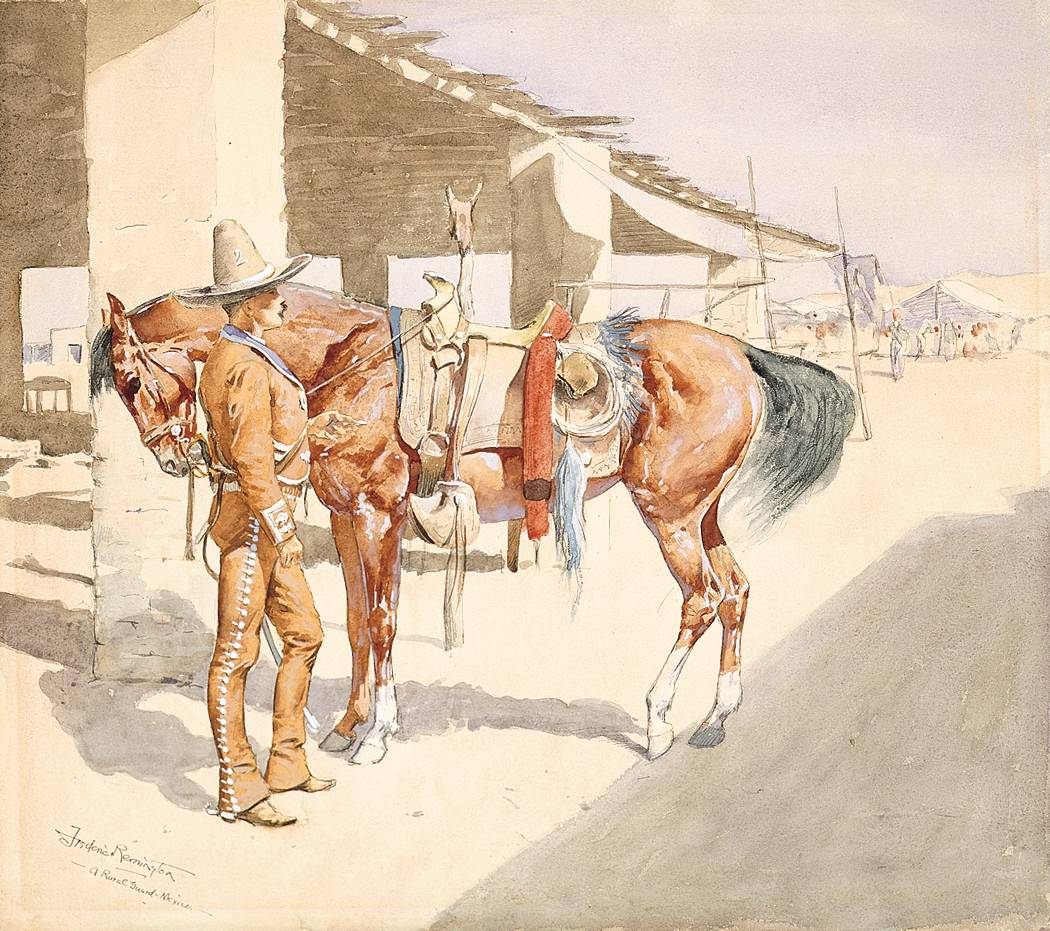
Oficial de la Guardia Rural (1893)

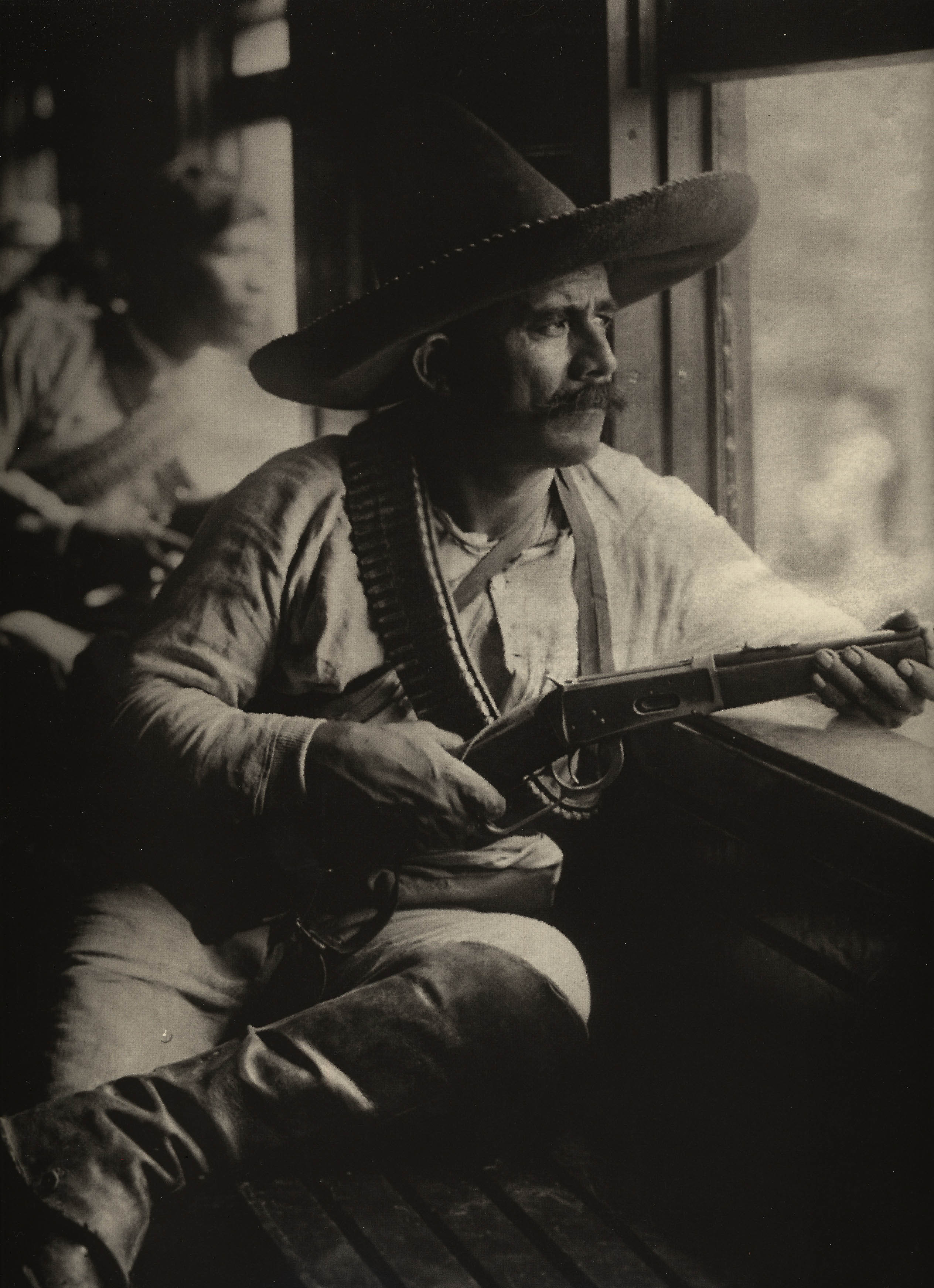
Rural a bordo de un tren. Fotografía de Manuel Ramos, publicada en la Revista de Revistas en mayo de 1912.

Luego de la Guerra de Reforma los caminos y zonas rurales de México presentaron una acentuada inseguridad. Para combatirla, el presidente Benito Juárez formó, el 5 de mayo de 1861, el Cuerpo de Policía Rural, como dependencia de la Secretaría de Gobernación y en afán de emular a la Guardia Civil Española.
Este cuerpo, por las dificultades económicas y organizativas del momento, fue solo un grupo pequeño y mal pertrechado que tuvo un papel destacado en los caminos cercanos a la Ciudad de México. En esta campaña adquirieron la fama de trabajar al margen de la ley, ya que evitaban poner a disposición de los jueces a los asaltantes que atrapaban, matándolos en un lugar cercano al teatro de sus fechorías. Además como fuerza de la “Secretaría de Gobernación” se les empezó a temer como grupo represivo y de espionaje del gobierno.
Durante la guerra de intervención francesa y el Segundo Imperio Mexicano fueron federalizados junto con diversas Guardias Nacionales e incorporados a los cuerpos de ejército que se formaron. En este periodo, el gobierno imperial creó el cuerpo conocido como Resguardo, que tuvo funciones parecidas a las de los rurales.
Luego de terminada la guerra, los presidentes Sebastián Lerdo de Tejada y Porfirio Díaz dieron un gran impulso al cuerpo, que en 1889 contaba con 2,000 efectivos permanentes. En sus inicios el cuerpo se formó sobre la base de ex-convictos, quienes por su experiencia y conocimiento de los grupos de delincuentes pudieron reducir dramáticamente la inseguridad en los caminos y zonas rurales, aunque luego se hicieron de procedimientos más rigurosos para la selección de su personal.
Este cuerpo tuvo un destacado papel en la política de dar seguridad a los inversionistas extranjeros, que empezaron a llegar al país tras la derrota del Imperio de Maximiliano, y a los cuales brindaban servicios de escolta y patrullaje, así como de represoras en caso de conflictos obreros o con labriegos. Por otro lado, sirvieron al gobierno federal como espías y agentes seguros, quienes servían para controlar la actuación de los cuerpos armados dependientes de los caciques locales,
Durante el regímen de Porfirio Díaz, algunos de los elementos rurales estuvieron al servicio de Ignacio de la Torre y Mier y al cuidado de su haciendas.
Durante la Revolución Mexicana los rurales fueron nuevamente incorporados al Ejército Federal ya que formaban parte de la primera reserva del ejército. Es en el derrocamiento del presidente Francisco I. Madero que el Mayor Francisco Cárdenas, uno de sus miembros tiene el papel protagónico de llevar a cabo el asesinato del presidente y el vicepresidente Pino Suarez, al ser vencido el “Ejército Federal” y disuelto en julio de 1914, el cuerpo fue disuelto con este. Sin embargo, en varias partes de la república mexicana fueron formados nuevos grupos llamados “Cuerpos de Defensa Civil” que combatieron sobre todo asuntos de bandidaje local, estos cuerpo se mantuvieron activos dentro de los cuerpos de “Guardia Nacional” dependientes de los gobiernos estatales hasta el año de 1947.
A partir de entonces diferentes cuerpos dependientes ahora de la Secretaría de la Defensa Nacional se han organizado en el país, para cubrir zonas rurales con problemas serios de seguridad.

## Armamento y uniforme original

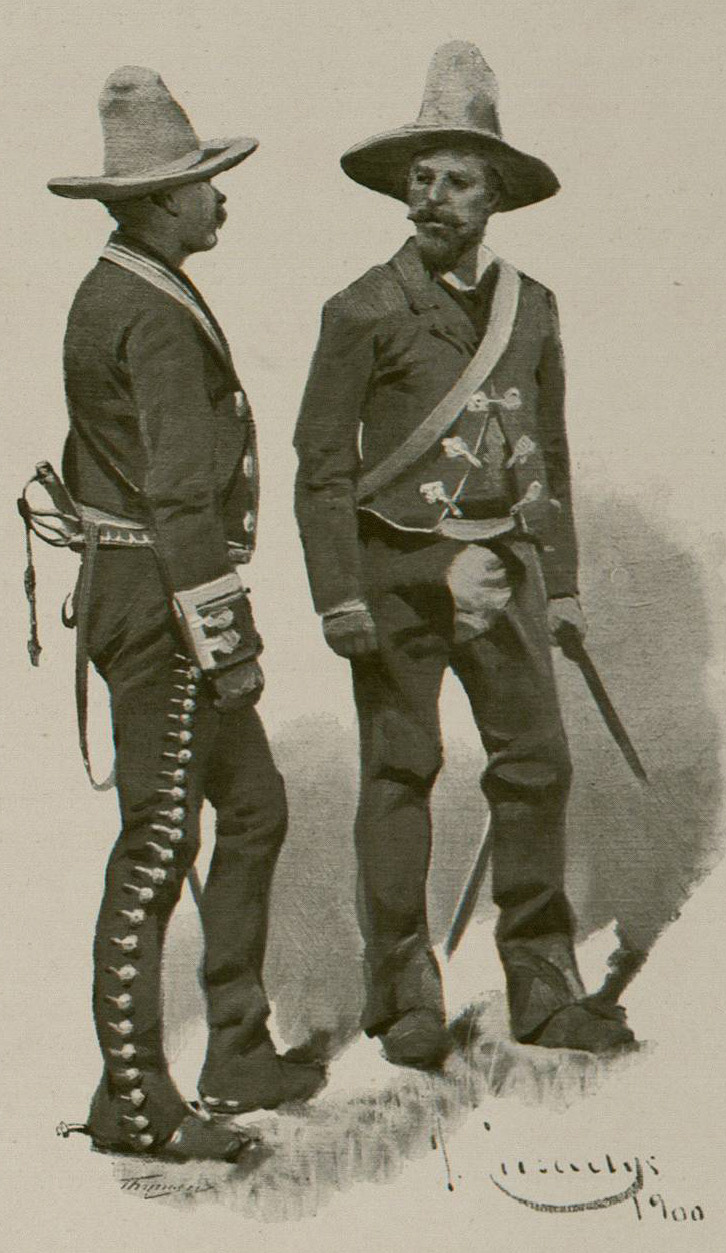
Dos rurales con uniforme de gala, hacia 1900.

El atuendo de los rurales estaba inspirado en el traje de faena del ranchero del altiplano mexicano, que suele ser confundido con el traje de charro:

El aspecto físico del rural formaba una imagen típicamente criolla del campo mexicano, definida ya desde mediados del siglo XVIII. En primer lugar, los aperos del rural consistían en el traje del charro; pantalón hasta el tacón de la bota retachado de chapetones a los costados, chaquetilla igualmente adornada, así como sombrero de ala ancha fabricado en paño o fina paja. A ello había que añadirle los elementos particulares de la policía rural; sarape rojo, sable, fusil y pistola, así como la banda de cuero cruzada sobre el pecho, portando la insignia y el número del cuerpo de rurales correspondiente. El caballo vestía aperos tradicionales —montura española ricamente adornada a la mexicana—, que complementaban la imagen criolla del policía rural.
Ariel Arnal (Los rurales mexicanos, civilización de la barbarie)

Vestían un uniforme de color gris paloma con trenzas de plata, que estaba basado en el traje del charro e incluía sombreros de fieltro de ala ancha, chaquetillas, pantalones ajustados con botones de plata a lo largo de las costuras y corbatas rojas o negras. Los oficiales llevaban elaboradas insignias de rango en forma de alamares y cintas de sombrero trenzadas, que costaban cientos de pesos. El número de su respectiva unidad aparecía en plata tanto en los sombreros como en las cananas cruzadas. Con frecuencia vestían chaparreras de cuero y ropa de lona como uniforme de servicio.
El uniforme gris y plata, la frecuente participación de los rurales en desfiles militares y su reputación en general, atrajeron la atención de viajeros extranjeros que visitaron México durante el Porfiriato. Fueron descritos como "los policías más pintorescos del mundo" y "principalmente bandidos". Algunos de los estados de México mantuvieron sus propios cuerpos de policía rural y una fuerza policial urbana separada operaba en Ciudad de México, pero ninguna igualó la notoriedad y el estilo de los rurales.

## Organización
El cuerpo estaba dirigido por un General de cualquier graduación, formados en diez cuerpos, cada uno compuesto por tres compañías de 76 efectivos. Todos los cuerpos estaban dispersos por el país realizando movimientos volantes, ya que solo se estacionaban en una zona cuando la urgencia de sus servicios los acreditaba.

## Leyenda negra
El cuerpo de Rurales goza de una mala reputación, como represores de los movimientos revolucionarios y disidentes de la época porfirista. Se hicieron famosos por la aplicación de la Ley de Fugas, que consistía en que si un detenido intentaba la fuga podía ser muerto por sus guardias. Este intento de fuga se demostraba por las heridas de bala en la espalda. Esta ley, que varios consideran solo el nombre de un procedimiento extrajudicial, es en realidad la aplicación de una ley instaurada en la época de Juárez para prevenir la fuga de prisioneros de guerra o delincuentes. Aunque en la realidad eran pocas las ocasiones que esto ocurrió y menos las que se dedicaron a reprimir movimientos.
Otro problema era el monto de sus pagas. Con 1,30 pesos diarios tenían una percepción modesta de 475 pesos al año. Además hasta el 25% de sus reclutas desertaban antes de completar los cuatro años de alistamiento forzoso de su contrato.

## Cuerpo de Defensa Rural
Luego de la disolución del Ejército Federal en 1914, varios estados organizaron Cuerpos de Defensa Rural, formados originalmente como grupos armados de autodefensa o defensa civil de los pueblos durante la revolución y la Guerra Cristera de las década de 1920 y 1930. Donde sus elementos eran organizados y armados por las administraciones municipales con elementos voluntarios de su población.
Estos cuerpos pasaron a ser ordenados bajo la jurisdicción del Ejército Mexicano de acuerdo a su Ley Orgánica de 1926, pasando a depender totalmente de una oficialía militar luego de las reformas de 1947, hasta el año de 1955 los alistados se preferían entre los campesinos pertenecientes a los ejidos, para luego ampliarse a campesinos independientes y obreros. Todos ellos se les daba el carácter de reservista de primera clase para el Ejército Mexicano.
Hacia 1970 se contaba con 120,000 elementos mismos que fueron reduciéndose hasta unos 14,000 en 1996. Los voluntarios que los forman deben tener entre dieciocho a cincuenta años, comprometiéndose a cumplir siempre que sean llamados al servicio por un período de tres años. Los miembros normalmente no llevan uniforme, ni reciben pago por sus servicios, pero son elegibles para recibir beneficios limitados, varios de estos cuerpos están armados con fusiles obsoletos y de pequeño calibre, su instrucción militar es dada por oficiales de los destacamentos de la zona militar a la que pertenecen.
Las actuales Defensas Rurales constituyen Cuerpos de Infantería o Caballería, pudiendo organizarse unidades mixtas o de otro tipo, de acuerdo con los medios de que se disponga y las misiones que deban cumplir.
El Pelotón de Defensas Rurales en la unidad mínima de una sola arma que se integrará con individuos de un mismo ejido, del cual tomará el nombre, sin perjuicio del número de orden que le corresponda dentro de la sección a que pertenezca.
Con los pelotones se organizarán Secciones y con éstas, Compañías o Escuadrones de una misma Arma.
| Escalafón                                                             | Rango         | Mando                                   |
| --------------------------------------------------------------------- | ------------- | --------------------------------------- |
| I                                                                     | Rural de 1/a. | 2/o. Comandante de Compañía o Escuadrón |
| II                                                                    | Rural de 2/a. | Comandante de Sección                   |
| III                                                                   | Rural de 3/a. | Comandante de Pelotón                   |
| IV                                                                    | Rural de 4/a. | 2/o. Comandante de Pelotón              |
| V                                                                     | Rural raso    | Parte integrante del Pelotón            |
| Reglamento para el Servicio de la Policía Rural (24 de junio de 1880) |               |                                         |

Actuales Cuerpos de Infantería o Caballería de Defensas Rurales activos:
1/er. C.I.D.R.	SALTILLO, COAH.
2/o. C.I.D.R.	CHETUMAL, Q.R.
3/er. C.I.D.R.	TOLUCA, MEX.
4/o. C.I.D.R.	HERMOSILLO, SON.
5/o. C.I.D.R.	PANOTLA, TLAX.
7/o. C.I.D.R.	TAPACHULA, CHIS.
8/o. C.I.D.R.	PUEBLA, PUE.
11/o. C.I.D.R.	RINCÓN DE ROMOS, AGS.
12/o. C.I.D.R.	ORIZABA, VER.
13/o. C.I.D.R.	TECOMAN, COL.
14/o. C.I.D.R.	IXCOTEL, OAX.
15/o. C.I.D.R.	CUERNAVACA, MOR.
16/o. C.I.D.R.	CHICOASÉN, CHIS.
1/er. C.C.D.R.	CD. MADERA, CHIH.
2/o. C.C.D.R.	CD. DELICIAS, CHIH.
3/er. C.C.D.R.	ESCOBEDO, N.L.
4/o. C.C.D.R.	CD. REYNOSA, TAMPS.
5/o. C.C.D.R.	CINCO DE MAYO, DGO.
6/o. C.C.D.R.	CINCO DE MAYO, DGO.
7/o. C.C.D.R.	JERÉZ DE GARCÍA SALINAS, ZAC.
8/o. C.C.D.R.	SAN LUIS POTOSÍ S.L.P.
10/o. C.C.D.R.	OCOTLÁN, JAL.
12/o. C.C.D.R.	SARABIA, GTO.
13/o. C.C.D.R.	PACHUCA, HGO.
14/o. C.C.D.R.	ZACAPU, MICH.
15/o. C.C.D.R.	APATZINGÁN, MICH.
17/o C.C.D.R. ZAMORA MICH.

## Legislación actual
La legislación que regula el funcionamiento y operación de las Fuerzas Armadas de México está como principal la Ley Orgánica del Ejército y la Fuerza Aérea Mexicanos que en su capítulo VI marca la existencia de los Cuerpos de Defensa Rurales, que también está dotado de un Reglamento de Organización y Funcionamiento de las Fuerzas Rurales.
El 21 de marzo de 1964, fue expedido por el General Secretario, Agustín Olachea Avilés, el Instructivo para la Organización, Funcionamiento y Empleo de los Cuerpos de Defensas Rurales de la Secretaría de la Defensa Nacional. 
Los Cuerpos de Defensa Rurales se deben integrar por miembros de la comunidad agraria a la que pertenece esto con la aprobación del Gobierno Federal que lo organiza sobre la base de oficiales del “Ejército Mexicano”, para su designación llevan el nombre del lugar o población de origen.
Cada cuerpo tiene por jefe a un Comandante nombrado de entre sus miembros, aunque puede ejercer el mando un oficial o jefe del Ejército mexicano. Su unidad básica es el pelotón de once efectivos bajo el control inmediato del ejido o el municipio, cuando salen de su jurisdicción es bajo el mando del comandante de la zona militar. Una de sus tareas principales es la adquisición de información sobre actividades ilegales, el patrullaje de aéreas rurales, guías de los cuerpos militares regulares y como asistentes de estos en actividades varias
No pueden intervenir en asuntos de competencia administrativa o civil, para su actuación las autoridades locales que requieran su auxilio deben pedirlo por conducto de las autoridades militares locales. Los gobernadores y presidentes municipales por conducto del jefe de operaciones correspondiente de la zona.

## Grupos de Autodefensa
Los Grupos de Autodefensa Comunitaria, mejor conocidos como "Policía Popular o Comunitaria", son una organización ilegal de autodefensa popular surgida entre los años de 2012 y 2013, en las regiones del Golfo y Sur de México fueron inspirados por la policía rural. Actualmente se está llevando a cabo un proceso de regularización de estos grupos para actuar como Cuerpos de Policía Rural, esto con el fin de evitar enfrentamientos entre las autodefensas y los mismos militares.
Al inicio de la gestión presidencial de Felipe Calderón Hinojosa (2006-2012), comenzó una lucha por combatir al Narcotráfico en el estado de Michoacán iniciando las acciones de batalla, con el Operativo Conjunto Michoacán, y aunque en entidades como Tamaulipas, o Veracruz los asesinatos por parte de criminales y su poderío bélico disminuyó considerablemente, la campaña contra el crimen organizado ha hecho que estos respondan violentamente, a lo que la población civil permanece con latente riesgo de sufrir a causa de las escaramuzas entre estas organizaciones, así como de sus abusos. Lo cual al provocar una interrupción en la vida y actividades cotidianas, concluyó con la auto-organización del pueblo en general, para defender su soberanía, hacer frente a las organizaciones criminales y protegerse de sus abusos, esto debido a la incompetencia de las Policías Municipales, y Estatales, para proteger a la población, quienes a su vez, sufren extorsiones tanto de los criminales, como de las fuerzas del orden, a cambio de protección. estos empezaron como grupos mal organizados, pero poco a poco fueron organizándose mejor incluso actualmente cooperan en actividades de la Policía Federal y El Ejército Mexicano.